# Monotonie (logica)
Monotonie is in de logica een eigenschap van een redenering, waarbij een conclusie uit een aantal premissen is afgeleid. Wanneer meer premissen worden toegevoegd, maar de conclusies hetzelfde blijven, wordt dat monotonie genoemd.

## Voorbeeld
Uit de volgende premissen:
- Peter heeft zorgen.
- Als Peter zorgen heeft, drinkt hij.

volgt de uitspraak
- Peter drinkt.

Door toevoeging van de premisse "Peter is een Oostenrijker" 
- Peter heeft zorgen.
- Als Peter zorgen heeft, drinkt hij.
- Peter is een Oostenrijker.

blijft de eerder afgeleide conclusie intact:
- Peter drinkt.

De afleiding blijft ook dan geldig, als in de premissen een negatie van de conclusie wordt toegevoegd. De premissen zijn in dat geval dus inconsistent. 
Uit
- Peter heeft zorgen.
- Als Peter zorgen heeft, drinkt hij.
- Peter drinkt niet.

volgt
- Peter drinkt.

Hoewel daarmee de conclusie een van de premissen weerspreekt. Dit kan men daardoor verklaren, dat uit premissen die inconsistent zijn, iedere conclusie volgt. Dat wordt in het Latijn aangeduid met ex contradictione sequitur quod libet.